# Cyclothone livida
Cyclothone livida är en fiskart som beskrevs av Brauer 1902. Cyclothone livida ingår i släktet Cyclothone och familjen Gonostomatidae. Inga underarter finns listade i Catalogue of Life.